# Casa do Pão de Queijo
Casa do Pão de Queijo é uma rede de restaurantes de fast-food brasileiro.

## História
A empresa foi fundada em 1967 pelo engenheiro Mário Carneiro, para vender pães de queijo preparados conforme a receita de sua mãe, Arthêmia, mineira de Monte Alegre (que até hoje tem seu rosto retratado no logotipo). A primeira loja foi inaugurada no Largo do Arouche, no centro de São Paulo. A receita fez sucesso e em 13 anos a empresa abriu 13 lojas.
Na década de 1980, Alberto Carneiro Neto, filho do fundador da rede, iniciou o processo de franqueamento. Em 2016, a rede contava com mais de 400 franquias e 14 lojas próprias.